# Elecciones legislativas de Costa Rica de 1921
Las elecciones legislativas de medio período de 1921 se realizaron el 2 de diciembre. Fueron las segundas tras la restauración de la democracia en 1919 después de que la breve dictadura de Federico Tinoco fue derrocada y se realizaron elecciones presidenciales que llevaron a la presidencia a don Julio Acosta.
  El Partido Agrícola liderado por el empresario Alberto Echandi Montero fue el vencedor, lo que le daría mayoría en el Congreso Constitucional. Cosa que sería de dramática importancia cuando se realicen las elecciones presidenciales de 1923 donde le corresponda al Congreso escoger al presidente.

## Resultados
| Partido                            | Votos | %    |
| ---------------------------------- | ----- | ---- |
| Agrícola                           | 6,985 | 25.5 |
| Constitucional                     | 3,115 | 11.4 |
| Confraternidad Guanacasteca        | 3,081 | 11.2 |
| Agrícola Independiente             | 1,754 | 6.4  |
| Constitucional Aguilista           | 1,551 | 5.7  |
| Jimenista de Cartago               | 1,530 | 5.6  |
| Unión popular Independiente        | 1,214 | 4.4  |
| Constitucional agrícola            | 1,120 | 4.1  |
| Regionalista Independiente         | 1,110 | 4.1  |
| Republicano                        | 1,001 | 3.7  |
| Agrícola verdadero                 | 650   | 2.4  |
| Agrupación cartaginesa             | 620   | 2.4  |
| Constitucional popular             | 598   | 2.2  |
| Constitucional carmoinsta          | 521   | 1.9  |
| Esquivelista                       | 512   | 1.9  |
| Fraternidad guanacasteca           | 508   | 1.8  |
| Constitucional republicano         | 367   | 1.3  |
| Independiente                      | 328   | 1.2  |
| Progresista                        | 266   | 1.0  |
| Económico                          | 197   | 0.7  |
| Republicano Independiente regional | 123   | 0.4  |
| Republicano histórico              | 117   | 0.4  |
| Pueblo                             | 55    | 0.2  |
| Provincial Josefino                | 25    | 0.1  |
| Agrícola reformado                 | 16    | 0.1  |
| Jimenista republicano              | 14    | 0.1  |
| Republicano reformado              | 8     | 0.0  |
| Republicano histórico reformado    | 1     | 0.0  |